# N-Acetylotransferaza serotoninowa
N-Acetylotransferaza serotoninowa (AANAT) – (EC 2.3.1.87) enzym uczestniczący w szlaku biosyntezy melatoniny z serotoniny (5-hydroksytryptaminy). Katalizuje N-acetylację  serotoniny, w wyniku czego powstaje N-acetyloserotonina, której O-metylacja katalizowana przez 5-hydroksyindolo-O-metylotransferazę prowadzi do powstania melatoniny – produktu końcowego tego szlaku.

Jest kodowany przez gen AANAT leżący (u ludzi) na chromosomie 17q25, z którego w wyniku translacji powstaje białko o masie cząsteczkowej 23 kDa. Jest stosunkowo konserwatywny ewolucyjnie, jego sekwencja aminokwasowa u owiec i szczurów jest w 80% identyczna z ludzką.